# Danemark au Concours Eurovision de la chanson 2022
Le Danemark est l'un des quarante pays participants du Concours Eurovision de la chanson 2022, qui se déroule à Turin en Italie. Le pays est représenté par le groupe  Reddi et la chanson The Show, sélectionnées via le Dansk Melodi Grand Prix 2022. Le pays se classe 13e avec 55 points en demi-finale, ne parvenant pas à se qualifier pour la finale.

## Sélection
Le diffuseur danois DR confirme sa participation le 1er juillet 2021, reconduisant dès lors le Dansk Melodi Grand Prix pour l'année 2022.
DR ouvre, du 27 août au 29 octobre 2021, une période de soumission des candidatures. Au terme de celle-ci, huit chansons sont sélectionnées par un comité de six jurés.
L'émission télévisée a lieu le 5 mars 2022. Les huit artistes précédemment sélectionnés y participent. Dans un premier temps, trois artistes se qualifient pour la superfinale, puis finalement, le vainqueur est désigné parmi ces trois artistes. Seul le télévote danois compte durant la soirée.
- Qualifiés

| Ordre | Artiste                      | Chanson                  |
| ----- | ---------------------------- | ------------------------ |
| 1     | Patrick Dorgan               | Vinden suser ind         |
| 2     | Conf3ssions                  | Hallelujah               |
| 3     | Der Var Engang               | En skønne dag            |
| 4     | Fuld Effekt                  | Rave med de hårde drenge |
| 5     | Josie Elinor and Jack Warren | Let Me Go                |
| 6     | Morten Fillipsen             | Happy Go Lucky           |
| 7     | Reddi                        | The Show                 |
| 8     | Juncker                      | Kommet for at blive      |

- Vainqueur

| Ordre | Artiste                      | Chanson    | Télévote | Place |
| ----- | ---------------------------- | ---------- | -------- | ----- |
| 1     | Conf3ssions                  | Hallelujah | 32%      | 2     |
| 2     | Reddi                        | The Show   | 37%      | 1     |
| 3     | Josie Elinor and Jack Warren | Let Me Go  | 31%      | 3     |

Cette édition du Dansk Melodi Grand Prix s'achève donc sur une victoire du groupe Reddi, qui représenteront le Danemark au Concours Eurovision de la chanson 2022 à Turin avec leur chanson The Show.

## À l'Eurovision
Le Danemark participe à la première demi-finale, le 10 mai 2022. Y recevant 55 points, le pays se classe 13e et ne parvient pas à se qualifier en finale.